# Live Texxas Jam ’78
A Live Texxas Jam '78 az amerikai Aerosmith együttes koncertvideója, amely VHS kazettán jelent meg 1989. április 25-én. A kiadványt a CBS/Fox Video kiadó jelentette meg. Az 50 perces koncertfelvétel 1978. július 4-én került rögzítésre, amikor az Aerosmith a dallasi Cotton Bowl stadionban lépett fel a Texxas World Music Festival keretén belül. A fesztiválon főzenekarként léptek fel, előttük pedig a Van Halen, Walter Egan, Eddie Money, a Heart, a Journey, Ted Nugent és a Mahogany Rush adott koncertet. A Milk Cow Blues előadás alatt Ted Nugent is csatlakozott a zenekarhoz, hogy közösen adják elő a szerzeményt.
A Live Texxas Jam '78 az Egyesült Államokban több mint 50 000 példányban kelt el, így aranylemez minősítést szerzett.

## Számlista
1. Rats in the Cellar
2. Seasons of Wither
3. I Wanna Know Why
4. Walkin' The Dog
5. Walk This Way
6. Lick and a Promise
7. Get The Lead Out
8. Draw the Line
9. Sweet Emotion
10. Same Old Song and Dance
11. Milk Cow Blues
12. Toys in the Attic

## Közreműködők
- Tom Hamilton - basszusgitár
- Joey Kramer - dob
- Joe Perry - gitár
- Steven Tyler - ének
- Brad Whitford - gitár
- Ted Nugent - gitár a Milk Cow Blues című számban.